# 歌と笑いでつっぱしれ!
『歌と笑いでつっぱしれ!』（うたとわらいでつっぱしれ）は、1972年10月11日から同年12月27日までTBS系列局で放送された、生放送のバラエティ番組である。全12回。放送時間は毎週水曜 20時00分 - 20時55分 (JST) 。
なお、11月8日放送分からは『水曜バラエティー』（すいようバラエティー）と題して放送されたが、日本テレビ系列局の『水曜バラエティ』とは無関係である。

## 概要
レギュラー陣による華やかなコスチューム・プレイや上品なシャレ、色っぽいギャグを織り込んでいた番組で、メンバー構成は和田アキ子を始めとする女性タレント勢にてんぷくトリオが加わるという形になっていた。番組前半では時代劇などのパロディコントが行われ、後半ではゲスト歌手による歌やゲームなどが行われていた。

## レギュラー
- 和田アキ子
- 小川知子
- いしだあゆみ
- 小鹿ミキ
- 松尾ジーナ
- てんぷくトリオ

## サブタイトル
1. 風雲!峠の茶屋
2. 青春!月形半平太
3. 激突!大青春物語
4. 新説!子連れ狼 - ここまで『歌と笑いでつっぱしれ!』。
5. 豪快!めぐみの喧嘩 - ここから『水曜バラエティー』。
6. 激突!唐がらし紋次郎
7. 共闘!怪獣対忍者
8. ハレンチ長屋は花ざかり
9. 怪人火消し四十八手
10. （秘）色道伝達
11. '72ベスト20 - 『ベスト30歌謡曲』のパロディ。

## 前後番組
| TBS系列 水曜20時台               | TBS系列 水曜20時台                                                   | TBS系列 水曜20時台           |
| 前番組                           | 番組名                                                               | 次番組                       |
| -------------------------------- | -------------------------------------------------------------------- | ---------------------------- |
| クイーンズ・ボウリング （第2期） | 歌と笑いでつっぱしれ! ↓ 水曜バラエティー （1972年10月 - 1972年12月） | わが家は11人 ※ここからドラマ |